# 葛倫·H·古德奈特
葛倫·霍華德·古德奈特二世（英語：Glen Howard Goodknight II，1941年10月1日—2010年11月3日）是美國的文學研究者、小學教師，神話會社的創立者。

## 生平
出生於加州洛杉磯，全名葛倫·霍華德·古德奈特二世，為家中的長子。1959年畢業於Verdugo Hills高中，在1960年代末期畢業於加州州立大學洛杉磯分校。
古德奈特在就讀高中時就已接觸到J·R·R·托爾金和C·S·路易斯的作品。1967年，他創立了神話會社，該組織致力於研究托爾金等迹象文学社成員以及奇幻文學。1969年，他創立學術期刊《Mythlore》。1992年，協助策劃在牛津舉行的托爾金誕辰100週年慶典。
同時古德奈特還在洛杉磯的一所公立小學擔任教職長達四十餘年。
2010年11月3日於蒙特利公園的家中去世，享年69歲。

## 家庭
古德奈特總共結過兩次婚，第一次婚姻十分短暫；第二次是在1971年與邦妮結婚，育有一女亞玟（以《魔戒》人物命名），終於1979年離婚。